# Иванов, Иван Сергеевич (Герой Советского Союза)
Ива́н Серге́евич Ивано́в (1914—1944) — командир 3-го отряда 1-го гвардейского Краснознамённого дивизиона торпедных катеров Краснознамённого Балтийского флота, гвардии капитан-лейтенант, Герой Советского Союза.

## Биография
Родился 6 декабря 1914 года в селе Сулак (ныне — Краснопартизанский район Саратовской области) в семье крестьянина. Русский. Работал литейщиком на заводе в городе Горловке.
В военно-морском флоте с 1931 года, ушёл служить добровольно. Учился на торпедиста в школе оружия в Кронштадте, служил на сторожевых кораблях типа «Ураган» и «Циклон». В 1933 г. окончил курсы командиров отделения торпедистов и служил на эскадренных миноносцах «Энгельс» и «Карл Маркс» КБФ. В 1938 г. учился на курсах командного состава (КУКС), и ему было присвоено звание лейтенанта. И. С. Иванов был назначен командиром торпедного катера в бригаду торпедных катеров КБФ, через несколько месяцев — командиром звена отдельного отряда торпедных катеров ВМБ в Либаве (Лиепае). Аттестуя И. С. Иванова, командир отряда отмечал его решительность, смелость, способность ориентироваться в сложной обстановке. Первые схватки с врагом показали правильность данной ему характеристики. Член ВКП(б)/КПСС с 1943 года.
13 июля 1941 г. командир отряда потопил миноносец[какой?] водоизмещением 1800 т и тральщик. Участвуя в атаке вражеских кораблей 8 августа 1941 г., подорвал неприятельский миноносец[какой?] . Под руководством И. С. Иванова были успешно высажены в тыл врага на остров Рухну 3 группы разведчиков.
С сентября 1941 г. И. С. Иванов командовал отрядом торпедных катеров КБФ. В 1942 году катера отряда обеспечивали минные постановки, высадку разведывательных групп, выходили на поиск кораблей противника. В июне 1944 г. И. С. Иванов обнаружил и смело атаковал в Нарвском заливе дозорный отряд противника, состоявший из 4 тральщиков и 8 сторожевых катеров. Торпедные катера отряда потопили 2 тральщика и 1 повредили. Всего И. С. Иванов лично и в составе отряда потопил 13 кораблей противника общим водоизмещением 18 350 т.
Указом Президиума Верховного Совета СССР от 22 июля 1944 г. гвардии капитан-лейтенанту И. С. Иванову присвоено звание Героя Советского Союза.

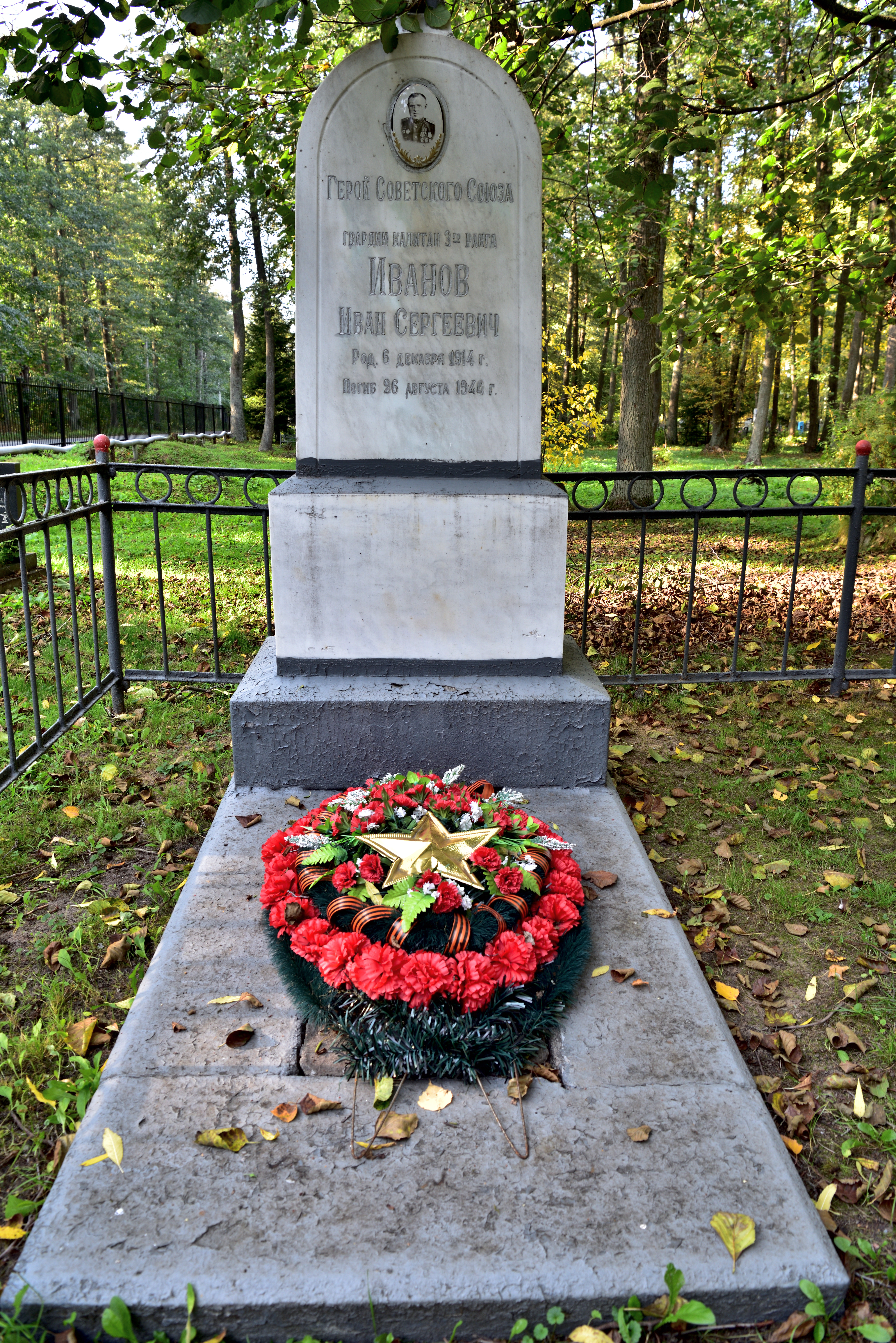
Надгробие И. С. Иванова на городском кладбище в Кронштадте.

Капитан 3 ранга Иванов погиб 26 августа 1944, выполняя с группой торпедных катеров боевое задание в Нарвском заливе. Отряд торпедных катеров был по ошибке атакован советской авиацией, погибли 5 моряков, в их числе и И. С. Иванов. Похоронен в Кронштадте (Административный район Санкт-Петербурга).

## Награды
- Медаль «Золотая Звезда» Героя Советского Союза;
- орден Ленина;
- орден Красного Знамени;
- орден Ушакова 2-й степени;
- орден Отечественной войны 1-й степени;
- медаль «За оборону Ленинграда».

## Память
- На могиле Ивана Сергеевича Иванова установлен памятник.
- Имя Героя Советского Союза увековечено в мемориале «Воинам-катерникам» в Севастопольской гавани, г. Балтийск.
- Мемориальная доска в память об Иванове установлена Российским военно-историческим обществом на здании Сулакской средней школы, где он учился.